# آرسیس
آرسیس (به فرانسوی: Arcisses) یک کمون در فرانسه است که در اور-ا-لوآر واقع شده‌است. آرسیس ۴۵٫۴۳ کیلومتر مربع مساحت دارد.